# Always (Blink-182)
Always is een nummer van de Amerikaanse poppunkband Blink-182 uit 2004. Het is de vierde en laatste single van hun titelloze vijfde studioalbum.
"Always" is een ballad die gaat over onvoorwaardelijke liefde. Zanger Tom DeLonge noemde het nummer dan ook een "liefdesliedje". Het nummer kent invloeden uit de new wave uit de jaren '80. 